# Vemmenhögs kontrakt
Vemmenhögs kontrakt var ett kontrakt i Lunds stift inom Svenska kyrkan. Kontraktet upphörde 31 december 1961 då ingående församlingar övergick till Vemmenhögs, Ljunits och Herrestads kontrakt.

## Administrativ historik
Kontraktet omnämns 1569 och omfattade
- Källstorps församling
- Lilla Beddinge församling
- Östra Klagstorps församling
- Tullstorps församling
- Hemmesdynge församling
- Södra Åby församling
- Östra Torps församling
- Lilla Isie församling
- Äspö församling
- Anderslövs församling
- Grönby församling
- Gärdslövs församling
- Önnarps församling
- Börringe församling
- Östra Vemmenhögs församling
- Västra Vemmenhögs församling
- Svenstorps församling
- Skurups församling
- Solberga församling
- Hassle-Bösarps församling
- Slimminge församling